# نصب فيلوبابوس

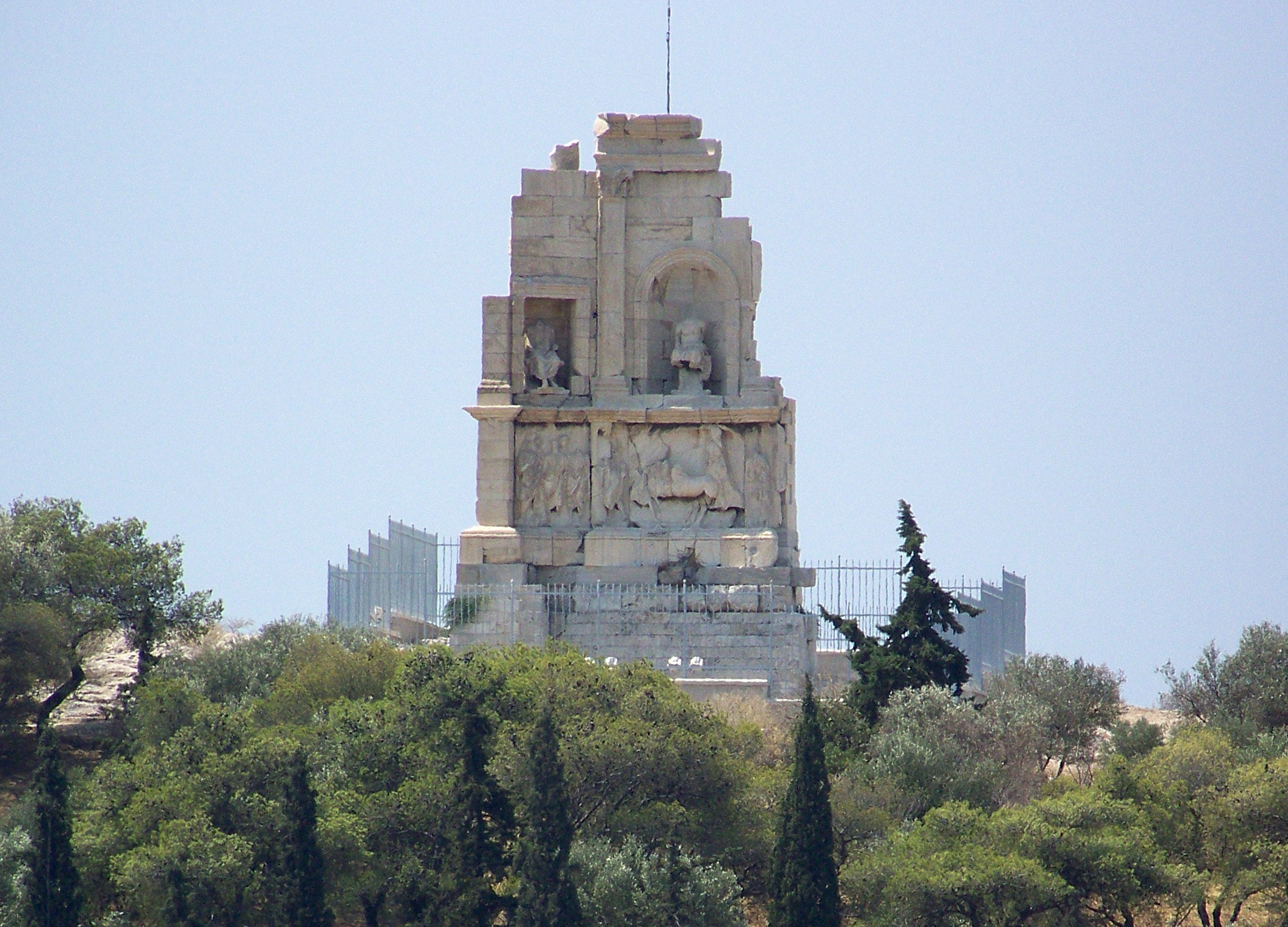
مشهد عام لـ نصب فيلوبابوس على أعلى تلة ميوسون

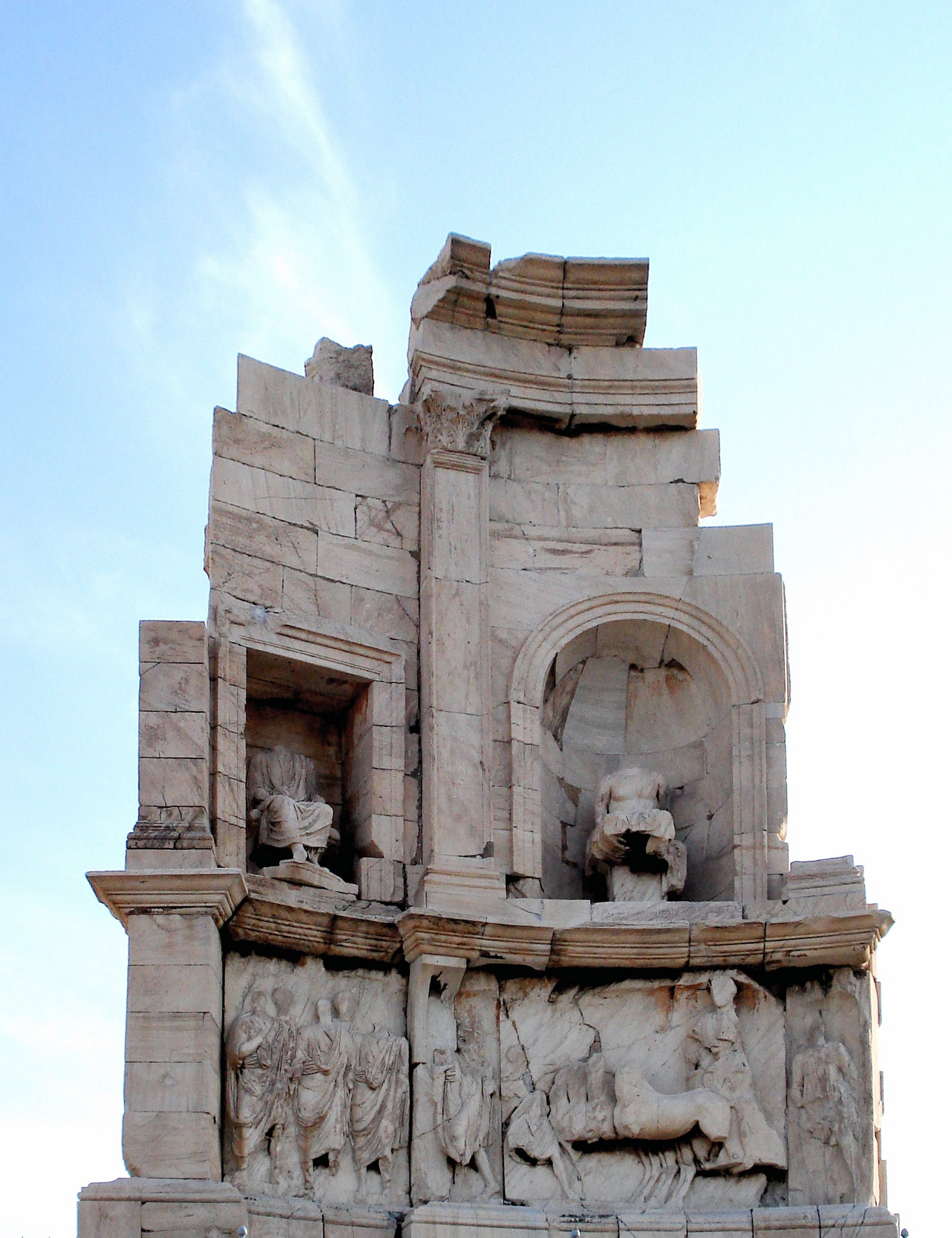
مشهد عن قرب لـ نصب فيلوبابوس

نصب فيلوبابوس (باليونانية:Μνημείο Φιλοπάππου) هو ضريح من اليونان القديمة مخصص لـ جايوس يوليوس أنطيوخس إبيفانيوس  فيلوبابوس، (باليونانية:Γάιος Ιούλιος Αντίοχος Επιφανής Φιλόπαππος)، أمير من مملكة كوماجيني. موجود على تلة ميوسون في أثينا، اليونان، جنوب غرب الأكروبوليس.

## تاريخ النصب التذكاري لفيلوبابوس
توفي فيلوبابوس سنة 116، وحينما مات حزنت عليه أخته جوليا بالبيلا حزناً عظيماً، وكذلك حزن عليه مواطنو أثينا والعائلة الإمبراطورية، ولتخليد ذكراه أقامت أخته جوليا نُصب تذكاري على تلة مويسون، ويقع جنوب غرب الأكروبوليس في أثينا، يُعرف بـ «نصب فيلوبابوس»، ومنه أصبح التل يعرف باسم «تل فيلوبابوس».

## روابط خارجية
- Photographs of Philopappos Monument
- Philopappus' Funerary Monument
- Philopappos Monument
- The Philopappou movement

نظام إحداثيات جغرافي: 37°58′03″N 23°43′16″E / 37.967427°N 23.721183°E